# Notes from the past
Notes from the past is het zesde studioalbum van de Zweedse band Kaipa.

## Geschiedenis
Na het album Nattjurstid uit 1982 hield Kaipa op te bestaan. De plaat en die daarvoor (Händer) gaven verkooptechnisch aan dat de muziekwereld veranderd was. Veel bands uit de progressieve rock ondervonden dat en ook dus Kaipa. Kaipa zelf deelde mee dat er diverse pogingen werden ondernomen om Kaipa weer op te starten, maar ze liepen alle stuk op meningsverschillen. Laat 2000 probeerde Lundin het weer, nu alleen met Stolt om samen een album op te nemen. Lundin schakelde de drummer in en zij namen de basis op. Later volgden de andere musici. De band had problemen om de juiste zangstem te vinden; ze vonden de juiste persoon in de zomer van 2001 in Lundström. Ze kregen de gelegenheid het album uit te brengen via InsideOut Music, een platenlabel dat gespecialiseerd is in progressieve rock. De opnamen van Lundin zijn gemaakt in zijn HGL Studio in Uppsla, de andere musici namen hun muziek op in eigen geluidsstudios. Het album was opgezet als project en niet als zijnde "Kaipa de band". Na de release zat Lundin nog met zoveel muziek dat hij dezelfde musici uitnodigde voor Keyholder, een band was herboren.
Het album dat in april 2002 werd uitgegeven werd gestoken in een feeërieke hoes van Per Nordin.

## Musici
De band zelf wordt omschreven als
- Hans Lundin – hammondorgel, synthesizers, mellotron, piano en zang
- Roine Stolt – elektrische en akoestische gitaren (van The Flower Kings)

Met
- Morgen Ågren – drumstel
- Patrik Lundström – eerste zangstem (uit de band Ritual)
- Jonas Reingold – basgitaar, al dan niet fretless (van The Flower Kings)
- Aleena Gibson en Tove Thörn Lundin, aanvullende stemmen

## Muziek
Alles geschreven door Lundin, behalve track 5 door Marie-Pierre Amat.

| Nr. | Titel                                 | Duur  |
| --- | ------------------------------------- | ----- |
| 1.  | Notes from the past                   | 3:09  |
| 2.  | Night-bike-ride (on Lilac Street)     | 3:28  |
| 3.  | Mirrors of yesterday                  | 6:17  |
| 4.  | Leaving the horizon                   | 14:10 |
| 5.  | In the space of a twinkle             | 3:27  |
| 6.  | Folke’s final decision                | 4:03  |
| 7.  | The name belongs to you               | 13:46 |
| 8.  | Second journey inside the green glass | 5:55  |
| 9.  | A road in my mind                     | 7:17  |
| 10. | Morganism                             | 10:33 |
| 11. | Notes from the past, part 2           | 6:58  |

## Reacties
Het album riep bij recensenten gemengde gevoelens op. Zo sprak Christian Bekhuis op ProgWereld over een mooi maar toch eentonig album. François Couture van AllMusic had dezelfde mening aangevuld met “het missen van een groepsgevoel”. Dutch Progressive Rock Pages besprak het album niet, alleen bij een kleine toelichting bij de opvolger Keyholder. Hitnoteringen bleven uit.